# وسم لغة مجموعة مهندسي الإنترنت
وسم لغة فريق عمل هندسة الإنترنت أفضل الممارسات الحالية 47 (الإنجليزية: IETF BCP 47 language tag) هو رمز موحد يُستخدم للتعريف باللغات البشرية على الإنترنت. قامت مجموعة مهندسي الإنترنت (اختصارًا IETF) بتوحيد بنية الوسم ضمن وثيقة أفضل الممارسات الحالية 47 (BCP 47)؛ بينما تُصان الوسوم الفرعية من قِبل سجل الوسوم الفرعية للغة الذي تُشرف عليه هيئة أرقام الإنترنت المخصصة.
ولتمييز المتغيرات اللغوية الخاصة بدول أو مناطق أو أنظمة كتابة (خطوط)، تجمع وسوم لغة فريق عمل هندسة الإنترنت بين عناصر فرعية مأخوذة من معايير أخرى مثل أيزو 639 وأيزو 15924 وأيزو 3166-1 ومعيار الأمم المتحدة M49.
تُستخدم هذه الوسوم ضمن معايير الحوسبة مثل HTTP، و HTML، و XML وPNG.

## روابط خارجية
- BCP 47 علامات اللغة – المواصفات الحالية